# Chaker Alhadhur
Chaker Alhadhur (ur. 4 grudnia 1991 w Nantes) – komoryjski piłkarz grający na pozycji lewego obrońcy. Od 2021 jest piłkarzem klubu AC Ajaccio.
24 stycznia 2022 w meczu 1/8 Pucharu Narodów Afryki rozgrał cały mecz na pozycji bramkarza, z powodu niedysponowania wszystkich pozostałych zawodników na tej pozycji.

## Kariera klubowa
Swoją karierę piłkarską Alhadhur rozpoczął w klubie FC Nantes. W 2010 roku stał się członkiem pierwszego zespołu. 18 lutego 2010 zadebiutował w jego barwach w Ligue 1 w zremisowanym 0:0 domowym meczu z FC Metz. Latem 2011 został wypożyczony do trzecioligowego Aviron Bayonnais FC, w którym rozegrał jeden mecz, 20 grudnia 2011, przeciwko US Quevilly, przegrany przez jego drużynę 0:2. W 2012 wrócił do Nantes i jego piłkarzem był do końca sezonu 2014/2015.
Latem 2015 Alhadhur przeszedł do SM Caen. 15 sierpnia 2015 zaliczył w nim debiut w Ligue 1 w wygranym 1:0 domowym meczu z Toulouse FC.
W lipcu 2017 Alhadhur został wypożyczony z Caen do drugoligowego LB Châteauroux. Swój debiut w nim zanotował 28 lipca 2017 w wygranym 3:2 wyjazdowym spotkaniu ze Stade Brestois 29. W styczniu 2019 odszedł na stałe do Châteauroux, w którym grał do lata 2021.
Latem 2021 Alhadhur przeszedł do AC Ajaccio. Zadebiutował w nim 8 października 2021 w zwycięskim 2:0 wyjazdowym meczu z Nîmes Olympique.
| Sezon   | Klub                | Kraj    | Rozgrywki            | Mecze | Gole |
| ------- | ------------------- | ------- | -------------------- | ----- | ---- |
| 2010/11 | FC Nantes           | Francja | Ligue 2              | 1     | 0    |
| 2010/11 | FC Nantes B         | Francja | CFA 2                | 11    | 0    |
| 2011/12 | FC Nantes           | Francja | Ligue 2              | 2     | 0    |
| 2011/12 | Aviron Bayonnais FC | Francja | Championnat National | 1     | 0    |
| 2012/13 | FC Nantes           | Francja | Ligue 2              | 5     | 0    |
| 2012/13 | FC Nantes B         | Francja | CFA 2                | 11    | 2    |
| 2013/14 | FC Nantes           | Francja | Ligue 1              | 15    | 0    |
| 2014/15 | FC Nantes           | Francja | Ligue 1              | 15    | 0    |
| 2015/16 | SM Caen             | Francja | Ligue 1              | 10    | 0    |
| 2016/17 | SM Caen B           | Francja | CFA 2                | 21    | 1    |
| 2017/18 | LB Châteauroux      | Francja | Ligue 2              | 32    | 2    |
| 2018/19 | SM Caen B           | Francja | CFA 2                | 2     | 2    |
| 2018/19 | LB Châteauroux      | Francja | Ligue 2              | 19    | 1    |
| 2019/20 | LB Châteauroux      | Francja | Ligue 2              | 21    | 1    |
| 2020/21 | LB Châteauroux      | Francja | Ligue 2              | 8     | 0    |

## Kariera reprezentacyjna
W reprezentacji Komorów Alhadhur zadebiutował 5 marca 2014 w zremisowanym 1:1 towarzyskim meczu z Burkiną Faso, rozegranym w Martigues. 
W 2022 został powołany do kadry na Puchar Narodów Afryki 2021. Przed meczem 1/8 finału z Kamerunem w reprezentacji Komorów kontuzji dostał podstawowy bramkarz, Salim Ben Boina, a dwóch pozostałych otrzymało pozytywne wyniki testu na COVID-19. W związku z tym Alhadhur rozegrał cały mecz na pozycji bramkarza. Mimo porażki 1:2, obronił on w tym meczu 4 strzały. Wydarzenie to odbiło się szerokim echem w mediach, a sam zawodnik po spotkaniu wystawił koszulkę, w której grał, na aukcję charytatywną.